# Ортодоксальная синагога (Братислава)
Ортодоксальная синагога на Гайдуковой улице (словац. Ortodoxná synagóga v Bratislave) в Братиславе — единственная действующая синагога в столице Словакии. Построена в 1926 году словацким архитектором еврейского происхождения Артуром Шлезингером по заказу ортодоксальной еврейской общины в связи с тем, что старая синагога на улице Замоцкой уже не могла вместить прихожан выросшей в числе еврейской общины.
Старая синагога на Замоцкой улице еврейского квартала Старого города была построена в 1862 году по проекту архитектора Игнаца Фейглера-младшего в модном во второй половине XIX века неомавританском стиле. К началу XX века стало понятно, что она уже не может полностью удовлетворять потребности возросшей еврейской общины. Был объявлен конкурс на проект здания для новой синагоги, победителем которого был признан молодой выпускник Будапештского технического университета Артур Шлезингер (словац. Slatinský, венг. Szalatnai). Еврей по происхождению, Шлезингер-Слатинский был приверженцем новых веяний в архитектуре XX века (в частности — кубизма), с которыми имел возможность познакомиться, воюя на австро-итальянском и австро-французских фронтах Первой Мировой войны. В 1920 году он издал в Братиславе книгу с обзором архитектурных форм старинных братиславских кладбищ.
Для постройки новой синагоги в 1922 году было выделено место на пустыре на новой улице Гейдуковой. К моменту начала строительства вокруг ещё не было окружающей застройки. Проект Шлезингера представлял монументальное здание простого классицистического характера. Отсутствие застройки позволило ориентировать боковую стену синагоги вдоль улицы, вход в здание был обращён на восток, в проходе с улицы во двор. По бокам входного вестибюля были помещены две лестницы на женские галереи. В проекте были совмещено применение современных строительных материалов — стали и железобетонных конструкций каркаса здания, с традиционными классическими архитектурными элементами — в частности с семиколонной колоннадой вдоль бокового фасада на Гейдуковой улице.
Это одна из четырёх действующих синагог в Словакии и исторически — одна из трех в Братиславе. Две других пережили Вторую мировую войну, но были снесены в 1960-х годах. В здании также находится Музей еврейской общины Братиславы, расположенный на втором этаже здания, с постоянной выставкой «Евреи Братиславы и их наследие», которая открыта для публики в летний сезон.